# Zarzecze (Koprzywnica)
Zarzecze is een dorp in het Poolse woiwodschap Święty Krzyż, in het district Sandomierski. De plaats maakt deel uit van de gemeente Koprzywnica en telt 248 inwoners.